# Лошкарьов Геннадій Костянтинович
Генна́дій Костянти́нович Лошкарьо́в (рос. Геннадий Константинович Лошкарёв; 1 липня 1938) — радянський військовик, полковник.
Один з тринадцяти повних кавалерів ордена «За службу Батьківщині у Збройних Силах СРСР».

## Життєпис
Народився в селі Кілєєво Бакалинського району Башкірської АРСР (нині — Республіка Башкортостан) в селянській родині. Росіянин. У 1955 році закінчив Бакалинську середню школу № 3.
Військову службу в лавах ЗС СРСР розпочав у 1957 році рядовим в одному з інженерно-саперних батальйонів на Далекому Сході.
У 1961 році закінчив Тюменське військово-інженерне командне училище.
У 1974 році закінчив Військово-інженерну академію імені В. В. Куйбишева.
У 1982—1984 роках — командир 45-го окремого інженерно-саперного полку в складу Обмеженого контингенту радянських військ в Афганістані. Був важко поранений.
З 1984 року — викладач, начальник кафедри, начальник факультету Військово-інженерної академії імені В. В. Куйбишева.
З 1990 року полковник Г. К. Лошкарьов — у запасі. Мешкає в м. Солнечногорську Московської області.

## Нагороди
- Орден «За службу Батьківщині у Збройних Силах СРСР» 1-го ступеня (17.05.1984).
- Орден «За службу Батьківщині у Збройних Силах СРСР» 2-го ступеня (04.11.1981).
- Орден «За службу Батьківщині у Збройних Силах СРСР» 3-го ступеня (08.01.1980).
- медалі.